# Pterostichus chalcites
Pterostichus chalcites är en skalbaggsart som beskrevs av Thomas Say 1823. Pterostichus chalcites ingår i släktet Pterostichus och familjen jordlöpare. Inga underarter finns listade i Catalogue of Life.